# 小川直樹
小川 直樹（おがわ なおき、1965年10月28日 - ）は、日本の元男子バスケットボール選手。神奈川県川崎市出身。現役時代は日本鋼管に所属。Bリーグ、横浜ビー・コルセアーズ初代ゼネラルマネージャー。

## 人物
日本体育大学卒業後、日本鋼管に入社。全日本にも選ばれる。
1998年、現役引退。実業団チームで指導を始める。
1999年、知的障害者バスケットボールの日本FIDバスケットボール連盟理事に就任。シドニーパラリンピックなどの国際大会でヘッドコーチとして指揮を執った。連盟理事長も務めた。
2011年、bjリーグに新規参入する横浜ビー・コルセアーズの初代GMに就任。
2017年オフ、GM退任。
2018年、川崎ブレイブサンダースチームマネージメント部へ参画。